# ذ

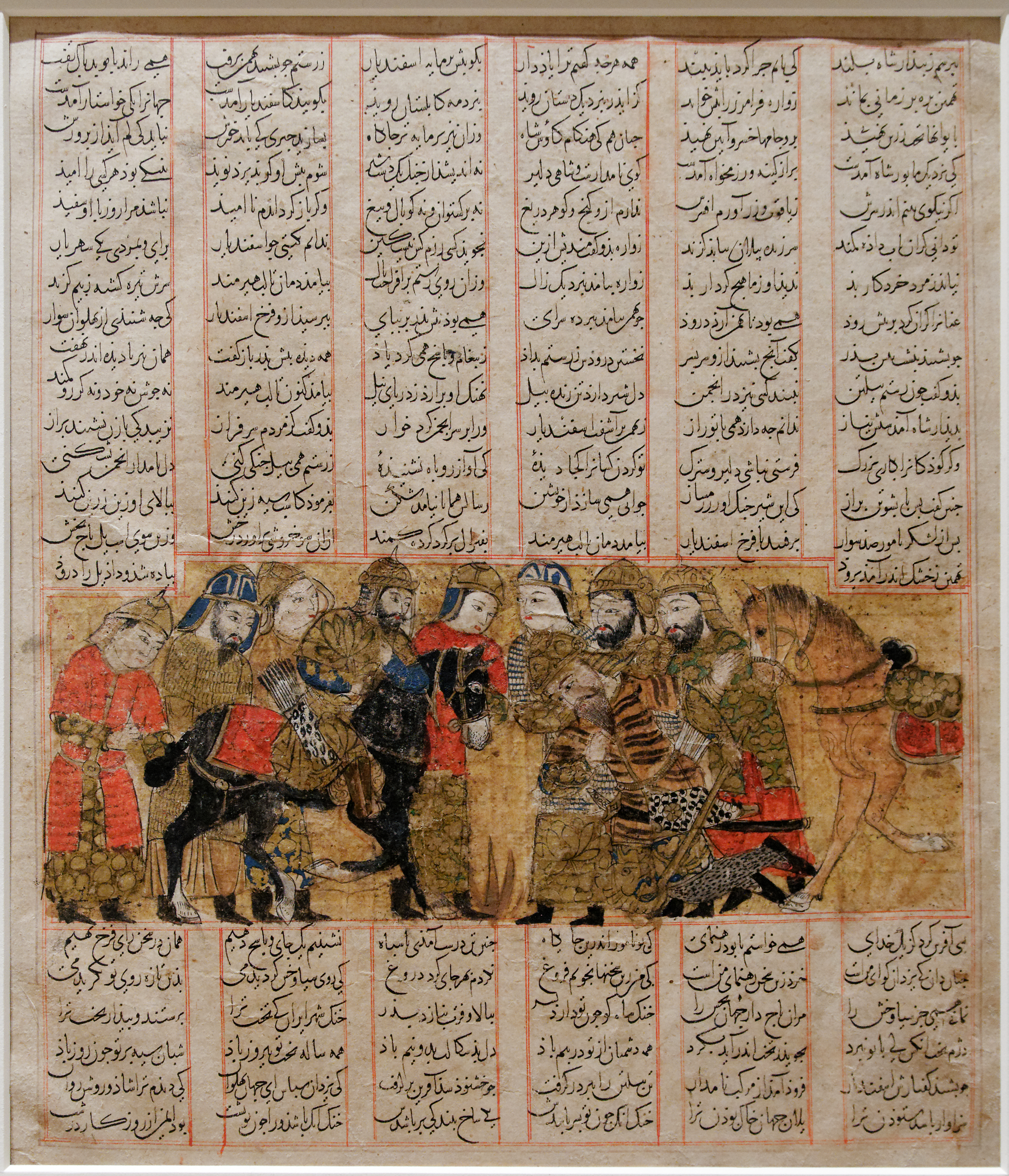
برگی از شاهنامه از قرن هشتم هجری که داستان رستم و اسفندیار را نوشته است. متن شعر در این نسخه بسیاری از واژگانی که امروزه با نویسهٔ «د» نوشته و تلفظ می‌شدند با «ذ» نوشته شده‌اند. به این «ذ» در گویش نحستین فارسی دری ذال معجم گفته می‌شد و واگفتی شبیه به ذال عربی یا th انگلیسی داشت.

| الفبای فارسی |    |   |    |   |   |
| الف          | ب  | پ | ت  | ث | ج |
| چ            | ‌ ح | خ | د  | ذ | ر |
| ز            | ‌ ژ | س | ‌ ش | ص | ض |
| ط            | ظ  | ع | غ  | ف | ق |
| ک            | گ  | ل | م  | ن | و |
| ه            | ی  |   |    |   |   |
| حروف دیگر    |    |   |    |   |   |
| ء            | آ  | اً | هٔ  | ة |   |

| شكل حرف | شكل حرف | شكل حرف | شكل حرف | شكل حرف |
| جدا     | آغازی   | میانی   | پایانی  |         |
| ذ       | ذ       | ـذ      | ـذ      |         |
| ------- | ------- | ------- | ------- | ------- |

- الگو:حروف الفبا

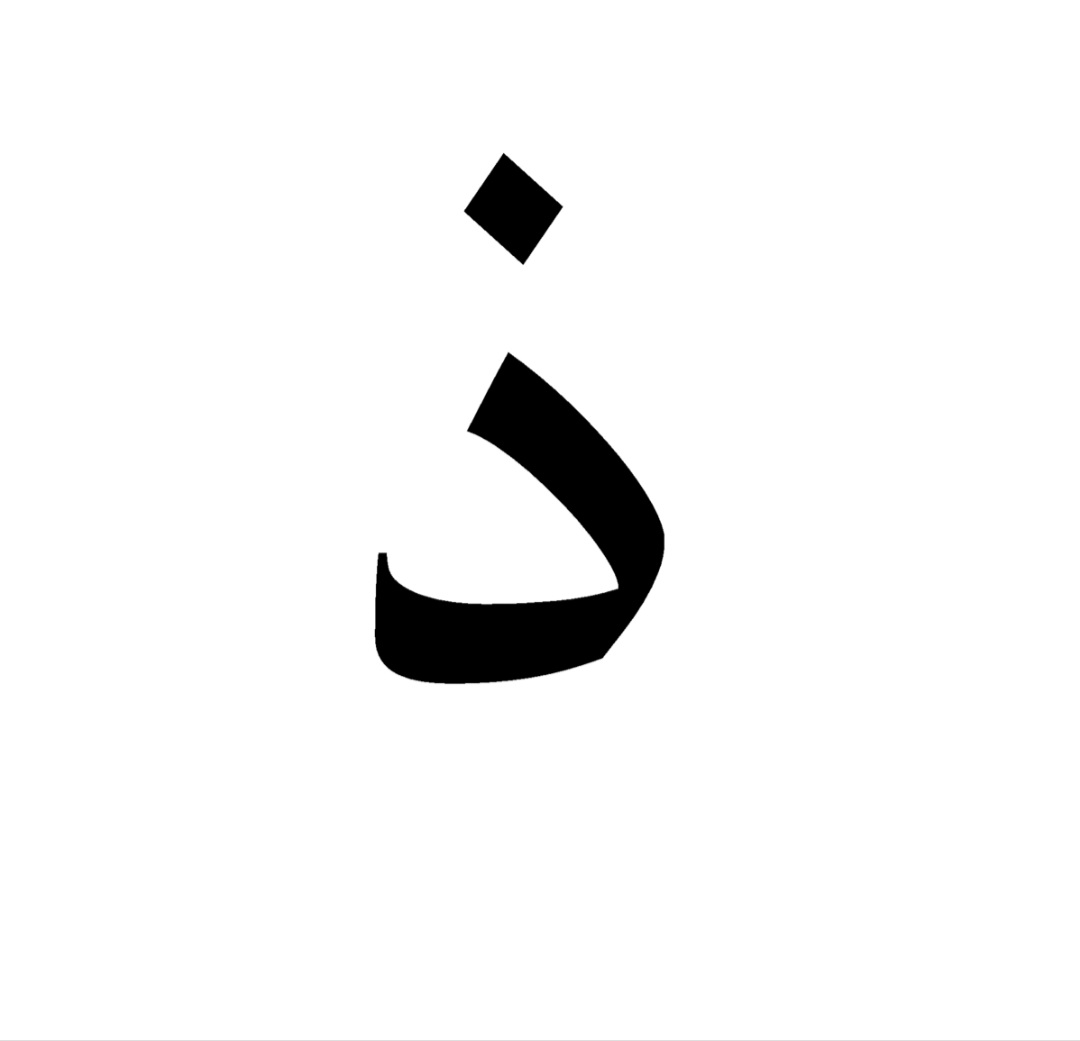
حرف ذ

ذ نویسه یازدهم در دبیرهٔ فارسی و نویسه نهم در دبیرهٔ عربی است. نام این نویسه «ذال» است.
صدای آن در واگفت فارسی امروز همانند «ز» است؛ ولی در عربی گونه‌ای از «ز» واگفت می‌شود. در گویش نخستین فارسی دری واگفتش /ð/
مانند ذال عربی یا th در They انگلیسی بود. در گویش امروزین فارسی دری ز نویسهٔ ذال کمابیش کم‌رنگ‌تر شده و ذال کمابیش در همهٔ واژگان فارسی (یعنی غیرعربی) با دال جایگزین شده است.
شیوهٔ همه‌گیر برای جدا کردن «دال» و «ذال» در گویش نخستین فارسی این بوده است که زمانی پیش از آن نویسهٔ ساکن بود آن را دال نوشته و می‌خواندند و هنگامی که پیش از آن نویسهٔ صامت بوده است آن را ذال نوشته و می‌خواندند. برای نمونه کتاب کشف‌المحجوب سجستانی که هانری کربن آن را با نگهداری همه‌گیر ذال فارسی چاپ کرده با این سخن آغاز می‌شود: «چیزی در آفریذگار دور کنذ تا بذان نشان آفریذه بوذ بدرست و بذان آفریذه را جذائی افتذ از یک دیگر…»
(در این نوشته «درست» یک واژهٔ خودسر است و کسره به در «بِدرست» مایهٔ دگرگونی دال به ذال نمی‌شود ولی دربارهٔ «بِذان» کسرهٔ ب دست‌آویز می‌شود با ذال واگفت شود).
تنها کاربردهای به‌جامانده ذال در زبان فارسی را در واژه‌هایی چون «گذشتن»و «پذیرفتن» می‌توان دید.
در زبان فارسی ذال در آغاز هیچ کلمه نیامده و در این بین «ذرخش» تنها واژه‌ای است که با ذال آغاز می‌شود.در کتاب فرهنگ واژه‌های اوستا این حرف یعنی ذ جزو واژه‌های اوستای است. [۳]